# اچ‌ام‌اس ونگارد (۲۳)
اچ‌ام‌اس ونگارد (۲۳) (به انگلیسی: HMS Vanguard (23)) یک کشتی بود که طول آن ۸۱۴ فوت ۴ اینچ (۲۴۸٫۲ متر) بود. این کشتی در سال ۱۹۴۴ ساخته شد.